# Układ nagrody
Układ nagrody, ośrodek nagrody, ośrodek przyjemności – zbiór struktur mózgowych związanych z motywacją i kontrolą zachowania. Ewolucyjnie, mechanizm ten wykształcił się, aby zwiększać prawdopodobieństwo zachowań potencjalnie korzystnych dla organizmu. U naczelnych (a być może też u filogenetycznie niższych zwierząt) subiektywne odczuwanie przyjemności wynika z jego pobudzenia. Układ nagrody aktywowany jest w sytuacjach zaspokajania popędów (pożywienie, zachowania seksualne), a także w trakcie wykonywania innych (niepopędowych) czynności ocenianych jako przyjemne. Wiele substancji psychoaktywnych (alkohol, opiaty, amfetamina) – mogących powodować uzależnienia – wiąże się z jego aktywacją. Szczury laboratoryjne mogące kontrolować elektryczną stymulację tego ośrodka (na przykład przez naciśnięcie dźwigni w swojej klatce) koncentrują się na tej czynności, całkowicie zaniedbując odżywianie.

## Anatomia
Układ nagrody jest częścią układu limbicznego. Tworzą go brzuszne pole nakrywki, w którym znajdują się ciała komórkowe neuronów dopaminergicznych, oraz jądro półleżące, do którego neurony te wysyłają swoje wypustki (aferentny szlak mezolimbiczny).
Otrzymuje on również sygnały z ciała migdałowatego.